# A Bit of Light
A Bit of Light es una película dramática de 2022 dirigida por Stephen Moyer y escrita por Rebecca Callard. Es protagonizada por Anna Paquin, Ray Winstone, Pippa Bennett-Warner y Youssef Kerkour. Está basada en la obra de teatro del mismo nombre de Callard.
La película se estrenó en Estados Unidos el 5 de abril de 2024.

## Reparto
- Anna Paquin como Ella
- Ray Winstone como Alan
- Pippa Bennett-Warner como Bethan
- Youssef Kerkour como Joseph

## Producción
En octubre de 2021, se informó que una película dramática dirigida por Stephen Moyer y escrita por Rebecca Callard titulada A Bit of Light, que había completado su fotografía principal en el Reino Unido, con Anna Paquin y Ray Winstone en los papeles principales como Ella y Alan, junto a Pippa Bennett-Warner como Bethan y Youssef Kerkour como Joseph.

## Estreno
A Bit of Light se estrenó en el Festival de Cine de Raindance de 2022. Fue estrenada en Estados Unidos el 5 de abril de 2024.